# Dirka po Franciji 1926
Dirka po Franciji 1926 je bila 20. dirka po Franciji, ki je potekala od 20. junija do 18. julija 1926. S 5.745 prevoženimi kilometri je postala in ostala najdaljša dirka v zgodovini Toura do sedaj (2009), hkrati tudi prva, ki se je začela izven glavnega mesta Pariza, v Évianu. Odočilni sta bili gorski etapi v Pirenejih, v katerih si je belgijski kolesar nabral zadostno prednost pred zasledovalci, ki jo je ohranil vse do konca in postal zmagovalec Toura. Predhodnji zmagovalec, Italijan Bottecchia, je po slabšem začetku odstopil v 10. etapi. Ekipno zmago je doseglo kolesarsko moštvo Auto Moto.

## Pregled
| Kategorije                          | Podatki       |
| ----------------------------------- | ------------- |
| Začetek-konec                       | Évian - Pariz |
| Dolžina (km)                        | 5.745         |
| Število etap                        | 17            |
| Povprečna hitrost zmagovalca (km/h) | 24,275        |
| Kolesarjev                          | 126           |
| Tekmo končalo                       | 41            |

| Etapa | Start in cilj                  | Dolžina | Etapni zmagovalec       | Čas         | Rumena majica          |
| ----- | ------------------------------ | ------- | ----------------------- | ----------- | ---------------------- |
| 1     | Évian - Mulhouse               | 373 km  | Jules Buysse            | 14h 12' 04" | Jules Buysse           |
| 2     | Mulhouse - Metz                | 334 km  | Aimé Dossche            | 13h 29' 16" | Jules Buysse           |
| 3     | Metz - Dunkerque               | 433 km  | Gustaaf Van Slembrouck  | 17h 11' 14" | Gustaaf Van Slembrouck |
| 4     | Dunkerque - Le Havre           | 361 km  | Félix Sellier           | 14h 57' 01" | Gustaaf Van Slembrouck |
| 5     | Le Havre - Cherbourg           | 357 km  | Adelin Benoît           | 14h 14' 09" | Gustaaf Van Slembrouck |
| 6     | Cherbourg - Brest              | 405 km  | Jules Van Dam           | 16h 12' 49" | Gustaaf Van Slembrouck |
| 7     | Brest - Les Sables-d'Olonne    | 412 km  | Nicolas Frantz          | 16h 20' 54" | Gustaaf Van Slembrouck |
| 8     | Les Sables-d'Olonne - Bordeaux | 285 km  | Joseph Van Dam          | 12h 00' 08" | Gustaaf Van Slembrouck |
| 9     | Bordeaux - Bayonne             | 189 km  | Nicolas Frantz          | 7h 38' 19"  | Gustaaf Van Slembrouck |
| 10    | Bayonne - Luchon               | 326 km  | Lucien Buysse           | 17h 12' 04" | Lucien Buysse          |
| 11    | Luchon - Perpignan             | 323 km  | Lucien Buysse           | 12h 31' 16" | Lucien Buysse          |
| 12    | Perpignan - Toulon             | 427 km  | Nicolas Frantz          | 17h 12' 32" | Lucien Buysse          |
| 13    | Toulon - Nica                  | 280 km  | Nicolas Frantz          | 11h 31' 10" | Lucien Buysse          |
| 14    | Nica - Briançon                | 275 km  | Bartolomeo Aimo         | 11h 59' 55" | Lucien Buysse          |
| 15    | Briançon - Évian               | 303 km  | Joseph Van Dam          | 12h 09' 08" | Lucien Buysse          |
| 16    | Évian - Dijon                  | 321 km  | Camille Van de Casteele | 13h 45' 57" | Lucien Buysse          |
| 17    | Dijon - Pariz                  | 341 km  | Aimé Dossche            | 14h 56' 07" | Lucien Buysse          |